# Rete tranviaria di Vienna
La rete tranviaria di Vienna è la rete tranviaria che serve la città austriaca di Vienna. Composta da ventotto linee, si tratta del servizio più esteso del paese e di uno dei maggiori al mondo. È gestita dalla società Wiener Linien.